# Хайлигензе
Хайлигензе (нем. Heiligensee — «Святое озеро») — район в берлинском административном округе Райниккендорф в западной части города.

## История
Деревня Хайлигензе, давшая название району и расположенная на полуострове между Хафелем и озером Хайлигензе, была основана немецкими колонистами ок. 1230 года. Первое письменное упоминание деревни датируется 1308 годом. Вплоть до начала XX века основным занятием жителей Хайлигензе оставалось сельское хозяйство.
В 1920 году в ходе образования Большого Берлина деревня Хайлигензе вместе с прилегающими поселениями была включена в черту города немецкой столицы в составе нового округа Райниккендорф. В 1930-е годы в Хайлигензе для рабочих завода Борзига был основан жилой микрорайон «поселение Борзиг».

## Достопримечательности

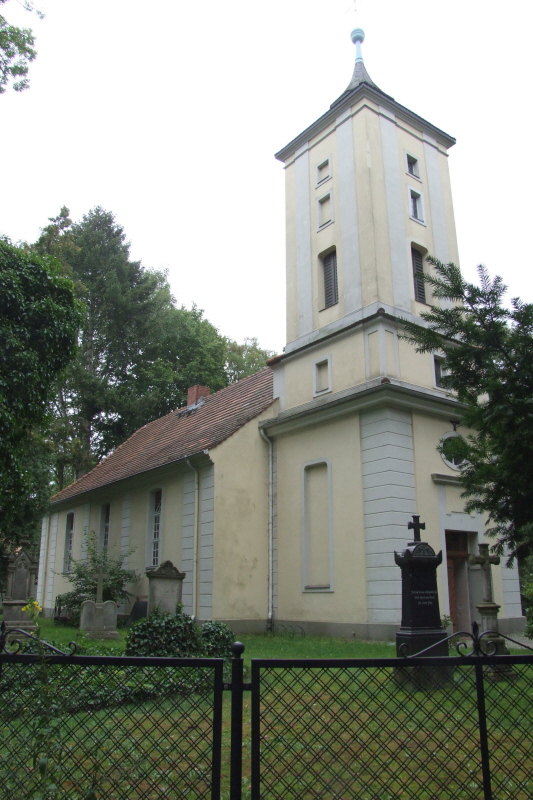
Деревенская церковь Хайлигензе
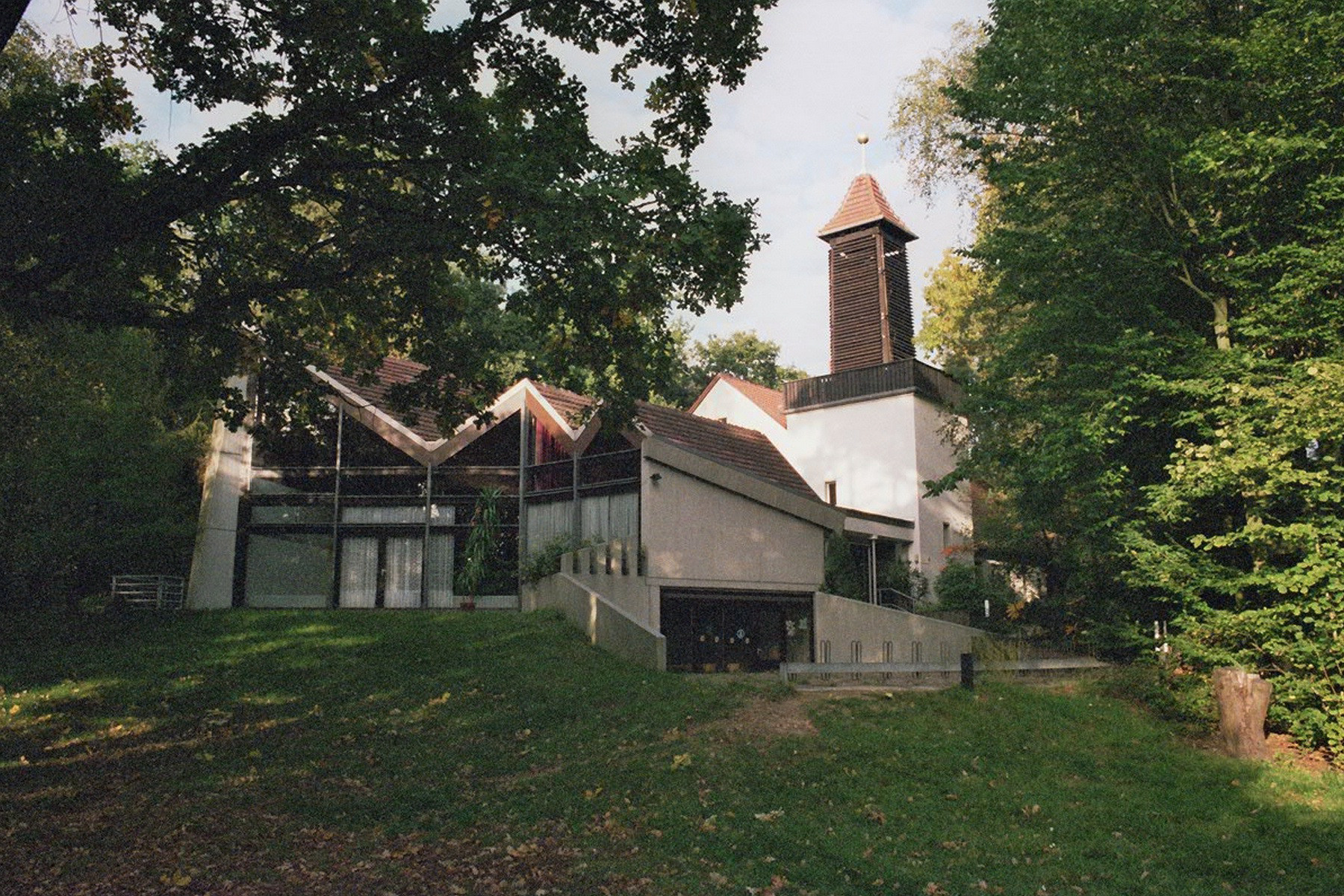
Лесная церковь в посёлке Борзиг
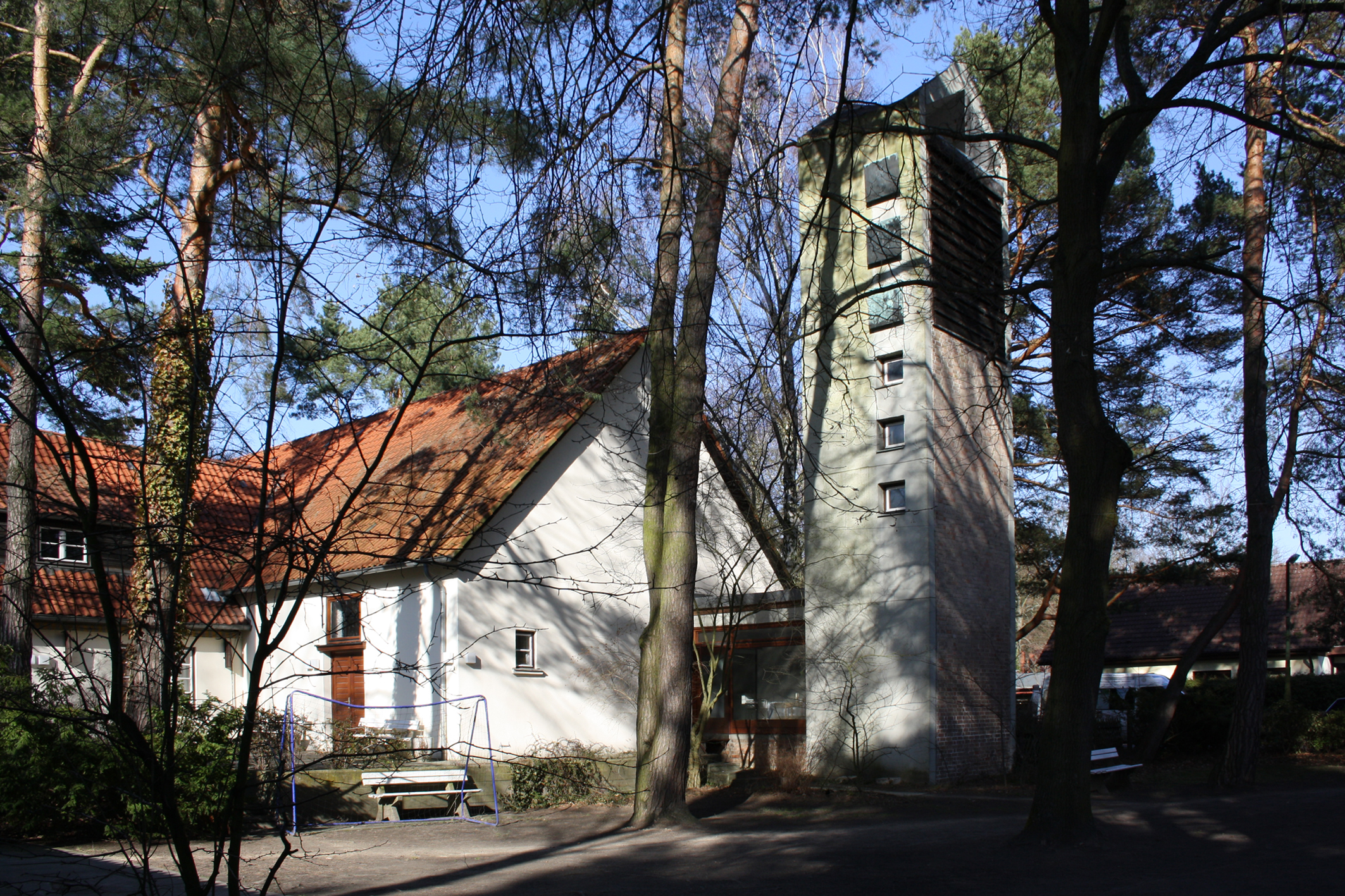
Церковь имени Маттиаса Клаудиуса
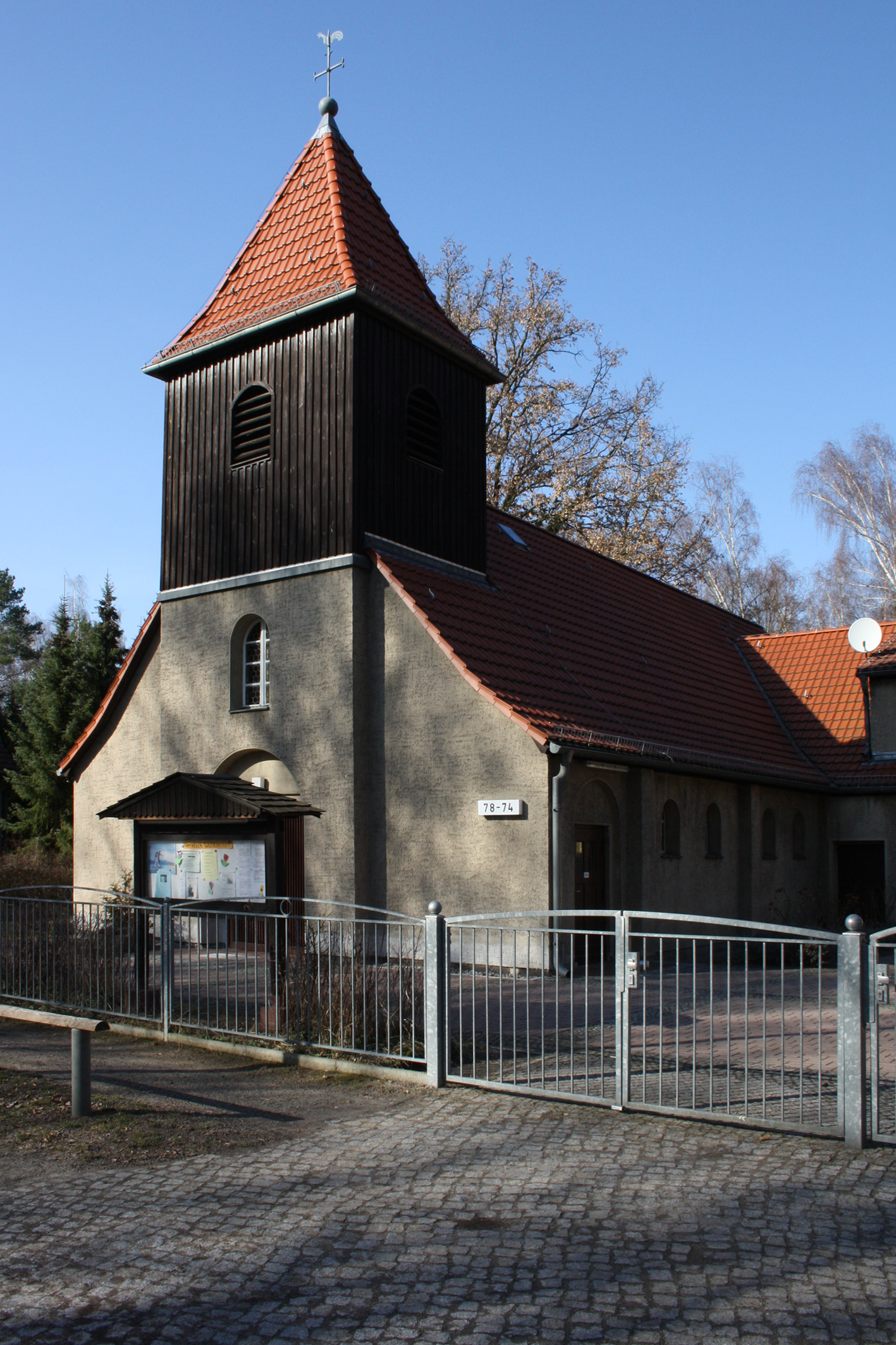
Церковь Святой Марии